# RILM
RILM（リルム）という略称で一般的に知られる Répertoire International de Littérature Musicaleは、あらゆる言語で刊行された、あらゆる種類の音楽に関する学術的な著作物を網羅することを目指す、国際的な書誌目録、また、その構築を担う国際的な学術的ネットワーク組織。新刊の文献のみならず古い文献も採録対象となっており、146カ国から情報が集められた214言語による文献が50万件以上採録されている。採録されているものの中には、雑誌記事、書籍、文献目録、カタログ、修士論文、博士論文、記念論文集、映画、ビデオ、楽器の図面、手書き楽譜の複製（ファクシミリ版）、図像、校訂版楽譜への注釈、民族音楽学的録音、会議のプロシーディングス、デジタル・メディア、論評などが含まれている。RILM の各エントリーには、原語における表題、英語訳、詳細な書誌データ、抄録とキーワードによるインデックスが付けられている。近年では、毎年3万件以上のペースでエントリーが増加している、
RILM の文献データベースである "RILM Abstracts of Music Literature" は、1967年から1999年まで印刷版が刊行されていたが、現在は蓄積型の有料オンライン・データベースとなっている。RILM が刊行してきた印刷物には、このほかにも、1972年から刊行が始まった、1967年以前に刊行された文献を対象とする主題別の文献目録シリーズ the RILM Retrospectives series や、2009年から始まった、RILM 主催の会議における発表をまとめた the RILM Perspectives series、音楽についての著作に関するスタイル・マニュアルなどがある。

## 組織
RILM は、1966年にアメリカ合衆国の音楽学者バリー・S・ブルック（Barry S. Brook、1918年 – 1997年）によって、国際音楽学会と国際音楽資料情報協会 (the International Association of Music Libraries, Archives, and Documentation Centres, IAML) の共同事業として始められた。母体となった両組織は、RILM の国際的な運営にあたる合同委員会 (Commission Mixte International) にそれぞれ5名の代表を出している。RILM の国際センターは、ニューヨーク市立大学の大学院センター内に、組織上の位置づけがある。創設時において、RILM は人文学分野においては最初の抄録つき文献目録であり、米国学術団体評議会 (American Council of Learned Societies, ACLS) によって、人文学分野におけるコンピュータ化された文献目録のパイロット・プロジェクトとして位置づけられ、ACLS に参加する30以上の学会におけるその後の取り組みのモデルとなった。RILM におけるコンピュータ化されたデータ処理の手順は、RILM をモデルとして創設された芸術分野のデータベースにもただちに採用され、RILA (Répertoire International de Littérature d’Art) が1975年に抄録を刊行するようになった。
RILM の国際的なネットワークを構成しているのは、2012年現在48カ国にある各国の国内委員会に加え、香港に独自の委員会があり、また、南アフリカ共和国には同国の国内委員会とは別に汎アフリカ委員会が置かれているので、50の国と地域の委員会ということになる。各国内委員会は、各国で刊行された文献の書誌や抄録を国際センターに提供し、国際センターがそれに翻訳、編集、インデックス化の作業を施した後、毎月更新されるオンライン・データベースに情報が追加される。書誌や抄録の情報、またこれまでに採録されていない学術誌などは、ニューヨークの国際センターが直接受け付けることもできる。

### 日本の国内委員会
日本の国内委員会は、音楽文献目録委員会と称し、国際センター発足の翌年である1967年から組織され、現在では関連5団体（日本音楽学会、東洋音楽学会、日本音楽教育学会、音楽図書館協議会、国際音楽資料情報協会日本支部）から選出された委員が業務に当たっている。同委員会は、RILM のデータベースに収録する文献の選択作業と並行して、より収録対象が広い独自の日本語文献目録『音楽文献目録』を年1回刊行している。